# Blang Kubu (Peudada)
Blang Kubu is een bestuurslaag in het regentschap Bireuen van de provincie Atjeh, Indonesië. Blang Kubu telt 1102 inwoners (volkstelling 2010).